# Auwa
Auwa är en ort i Indien.   Den ligger i distriktet Pāli och delstaten Rajasthan, i den nordvästra delen av landet, 500 km sydväst om huvudstaden New Delhi. Auwa ligger 284 meter över havet och antalet invånare är 4 202.
Terrängen runt Auwa är platt. Runt Auwa är det ganska tätbefolkat, med 155 invånare per kvadratkilometer. Närmaste större samhälle är Rānāwās, 9,7 km öster om Auwa. Trakten runt Auwa består till största delen av jordbruksmark.